# Грузьке (Борисовський район)
Грузьке — село в складі Борисовського району Бєлгородської області. Адміністративний центр Грузчанського сільського поселення.

## Географія
Розташоване на березі річки Грузька (Лозова) (притока Ворскли). Висота центру села над рівнем моря — 171 м.

## Історія
18 березня 1930 року на території села був утворений колгосп «Паризька комуна».
У 1949 році почалося будівництво колгоспної греблі і механізованої сушарки.
У 1974 році в селі побудована середня школа.
У 1993 році колгосп був перетворений на кооператив «Паризька Комуна».
У 1995 році село було газифіковане.

## Населення
| 2002 | 2010  |
| ---- | ----- |
| 1103 | ↘1033 |

## Пам'ятки
- У селі знаходиться діюча церква Миколи Чудотворця, побудована не раніше 2010 року[6].

## Транспорт
Транспортне сполучення здійснюється по регіональній автодорозі 14Н-148 .